# Focke-Wulf Fw 57
Focke-Wulf Fw 57 — прототип немецкого истребителя-бомбардировщика. Был построен в 1936 году, но серийное производство начато не было.

## Проектирование и разработка
В 1934 году Имперское министерство авиации (RLM) объявило требования для прототипа Kampfzerstörer (нем. «уничтожитель бомбардировщиков», англ. «Bomber destroyer»), многоцелевого тактического истребителя-бомбардировщика, а также для концепции возможной предтечи для немецкого скоростного бомбардировщика. Компания «Focke-Wulf» предложила концепт Fw 57, фирма «Messerschmitt» создала модель Bf 110, а «Henschel» подал на рассмотрение прототип Hs 124. Модель Fw 57 оказалась больше своих конкурентов, самолет был тяжелее и не таким простым в управлении, как два других прототипа.
Fw 57 был двухмоторным цельнометаллическим монопланом обычной конструкции с одним хвостом и убирающимся обычным шасси. Крыло было изготовлено на базе ферменного дюралевого главного лонжерона и состояло из трех секций. Вспомогательные лонжероны и обшивку изготовили из лёгкого сплава. Предполагалось использовать два 12-цилиндровых V-образных двигателя DB-600 жидкостного охлаждения с мощностью 910 л.с. на взлете. Основные стойки шасси убирались обратно в гондолы двигателей. Стойки имели треугольную форму с рычагом, снабжённым двумя масло-пневматическими амортизаторами. Винты трёхлопастные, переменного шага. Все топливо располагалось в центроплане.
В качестве вооружения планировалось установить две курсовые 20-мм автоматические авиационные пушки MG-FF на карданном подвесе в носовой части и одну такую же в турели «Маузера» за кабиной пилотов. В фюзеляже был предусмотрен закрывающийся бомбовый отсек. На первом опытном Fw.57-V1, выпущенном в конце весны 1936 года, вооружения не было, а вместо турели «Маузера» стоял макет.
Пилот и штурман сидели тандемом в длинном фонаре (кабине пилотов), в кормовой части которого располагалась пулемётная/орудийная турель со стрелком.
Три прототипа Fw 57 (V1-V3, соответственно) были собраны в течение 1936 года, испытания продолжались до осени.
На это время уже было ясно, что вес конструкции Fw 57 серьезно превышен — только вес крыла был впятеро тяжелее расчётного. Масса пустого самолета (вес без вооружения и турели) составила 6800 кг — на 63 % больше, чем в Hs 124. Из-за этого управляемость Fw 57 была крайне неудовлетворительной, а способность нести вооружение — очень низкой. Недоделанность двигателей DB 600К сразу же сказалась на испытаниях: Fw 57 V1 совершил вынужденную посадку на грунт, и его списали.
Имперское министерство авиации к этому времени изменило свою первоначальную концепцию Kampfzerstörer, которая предполагала многоцелевое использование, то есть сосуществование штурмового и бомбового оснащения, наличие фюзеляжных мощных пушек и кормовой турели с такой же автоматической пушкой: её сменили более простой концепцией Zerstörer, воплощённой в Messerschmitt Bf 110 (здесь изначально отказались от задних турелей и бомбовой нагрузки в пользу маневренности).
Осенью 1936 года все работы над проектом прекратили.

## Тактико-технические характеристики (Fw 57 V1)
Технические характеристики
- Экипаж: 3 (пилот, штурман и стрелок)
- Длина: 16,4 м
- Размах крыла: 25 м
- Высота: 4,1 м
- Площадь крыла: 73,5 м²
- Масса пустого: 6,814 кг
- Максимальная взлётная масса: 8,317 кг
- Силовая установка: 2 × V-образный инвертированный двенадцатицилиндровый двигатель «Daimler-Benz» DB 600A
- Мощность двигателей: 2 × 910-1075 л. с. (2 × 679 кВт)

Лётные характеристики
- Максимально допустимая скорость: 404 км/ч (218 узлов)
- Крейсерская скорость: 374 км/ч
- Практическая дальность: 1000 км
- Практический потолок: 9100 м

Вооружение
- Стрелково-пушечное: 3 × 20-мм орудия MG FF cannon (2 в носовой части и 1 в электроуправляемой задней турели системы «Mauser»)
- Бомбы: 6 бомб x 100 кг

## В массовой культуре

### Компьютерные игры
Fw 57 можно встретить в ММО-игре World of Warplanes, где он является тяжёлым истребителем 3-го уровня.